# شتيفان أكرمان
شتيفان أكرمان (بالألمانية: Stephan Ackermann)‏ هو كاهن كاثوليكي ألماني، ولد في 20 مارس 1963 في ماين في ألمانيا.

## وصلات خارجية
- شتيفان أكرمان على موقع مونزينجر (الألمانية)